# Surprise parti
Pour les articles homonymes, voir Surprise-partie (homonymie).
Surprise parti est une pièce de théâtre écrite et mise en scène par Faustine Noguès. Elle a été créée le 16 septembre 2020 au théâtre de la Reine Blanche à Paris. Le texte de la pièce est paru en 2020 aux éditions théâtrales.

## Résumé
Ce spectacle est une fiction inspirée de la vie de Jón Gnarr, humoriste islandais élu maire de Reykjavik en 2010, après la création d’un parti satirique nommé le Meilleur parti. Initialement conçue comme un canular, la candidature de celui qui s'est engagé à trahir ses promesses électorales une fois élu suscite l'intérêt de la population qui finit par le mettre au pouvoir.
La pièce traite notamment l'usage de la langue par les hommes et les femmes politiques en jouant sur les règles rhétoriques du débat politique.

## Fiche technique
- Mise en scène : Faustine Noguès
- Scénographie : Alice Girardet
- Musique : Colombine Jacquemont
- Lumières : Zoé Dada
- Production : Compagnie Madie Bergson

## Personnages principaux
- Jón Gnarr : personnage réel, né en 1967 à Reykjavík. Acteur, humoriste, chanteur, bassiste punk et homme politique islandais. Fondateur du Meilleur parti en 2009 et maire de Reykjavík de 2010 à 2014.
- Heiða Helgadóttir (is) : personnage réel, née en 1983 à Washington. Photographe, chercheuse en sciences politiques et femme politique islandaise. Directrice de campagne de Jón Gnarr aux élections municipales islandaises de 2010, membre du Meilleur parti de 2009 à 2014, puis du parti Avenir radieux fondé en 2012 avec Óttarr Proppé.
- Óttarr Proppé : personnage réel, né en 1968 à Reykjavík. Chanteur punk, acteur et homme politique islandais. Membre du Meilleur parti de 2009 à 2014, puis du parti Avenir radieux fondé en 2012 avec Heiða Helgadóttir. Ministre de la Santé de janvier à novembre 2017.
- Han Adal : personnage fictif. Homme politique islandais. Représentant du Parti de l’indépendance.
- Ingel Bald : personnage fictif. Femme politique islandaise. Représentante du Mouvement des verts et de gauche.
- Arn Ric : personnage fictif. Homme politique islandais. Représentant du Parti social-démocrate.